# Joan Ladislau de Bulgària
Joan Ladislau (búlgar: Йоан Владислав) o Ivan ladislau (eslau eclesiàstic: Їѡаннъ Владиславъ; búlgar: Иван Владислав) fou emperador (tsar) de Bulgària entre agost o setembre del 1015 i febrer del 1018. Es desconeix la seva data de naixement. Nasqué com a mínim una dècada abans del 987, però segurament no gaire abans.
El 1015, Joan Ladislau assassinà el seu cosí, l'emperador Gabriel Radomir, que el 976 li havia salvat la vida, i s'emparà del tron búlgar. Estant l'imperi en una situació desesperada com a resultat de dècades de conflicte amb l'Imperi Romà d'Orient, provà de negociar una treva amb l'emperador romà, Basili II, per consolidar la seva posició. Les negociacions fracassaren i Joan Ladislau mantingué la resistència en un intent fallit de fer recular els romans. Durant el seu regnat, intentà reforçar l'exèrcit búlgar, reconstruí nombroses fortaleses búlgares i fins i tot llançà un contraatac, però acabà perdent la vida el 1018 a la batalla de Dirràquion. Després de la seva mort, la seva vídua, l'emperadriu Maria, es rendí finalment a Basili II juntament amb el patriarca i la majoria dels nobles. Ben aviat, l'emperador romà extingí els últims focus de resistència i posà fi al Primer Imperi Búlgar.
Joan Ladislau deixà un llegat amb llums i ombres, d'una banda com a assassí despietat i de l'altra com a heroi que defensà el seu país amb totes les seves forces. Els seus descendents s'integraren en la noblesa romana d'Orient i arribaren als punts més alts de la seva jerarquia. Dues dones de la seva família es convertiren en emperadrius romanes i altres membres de la nissaga esdevingueren comandants militars o alts funcionaris. Joan Ladislau fou un dels avantpassats de l'emperador romà Joan II Comnè.